# Francesco Verdizzotti
Francesco Verdizzotti (fl. 1646–1667/1698) war Segretario in den zentralen Gremien der Republik Venedig und Autor eines dreibändigen historischen Werkes über seine Heimatstadt, das den Titel De’fatti veneti trug und in drei Bänden ab 1674 erschien.

## Leben
Verdizzotti war Sohn eines Schneiders. Er verdingte sich im Militär, wo Giovanni Pisani dal Banco auf ihn aufmerksam wurde, ein venezianischer Adliger, der seine Kühnheit und seinen Geist erkannte. Der einflussreiche Pisani nahm ihn in seine Dienste und ließ ihn zum Segretario alle voci wählen. Dort wurden seine Fähigkeiten gleichfalls geschätzt und sein weiterer Aufstieg unterstützt.
So wurde er spätestens 1649 zum Sekretär des Senats und nahm schließlich den frei gewordenen Posten eines Sekretärs beim Rat der Zehn an. Schließlich wollte er sogar zum Großkanzler aufsteigen, dem höchsten für nicht-adlige verfügbaren Posten, wurde jedoch enttäuscht.
Allerdings gelang ihm am 10. Juli 1667 durch die Zahlung von 100.000 Dukaten der Aufstieg in die nobilitas (Adel, Patriziat), denn der Senat stimmte mit 171 Stimmen für ihn, bei 35 Gegenstimmen. Hintergrund für diese Kooptationen war, dass ansonsten die Finanzierung des Krieges um Kreta gegen die Osmanen aussichtslos gewesen wäre. Daher wurde eine Reihe von Familien gegen hohe Zahlungen in den höchsten Stand aufgenommen. Im Großen Rat, der Generalversammlung des männlichen, erwachsenen Adels, erhielt er 580 Stimmen, bei immerhin 325 Gegenstimmen und 49 Enthaltungen (non sinceri).
Da Verdizzotti zudem noch versuchte, seine vier Töchter im Patriziat unterzubringen – einen heiratsfähigen Sohn hatte er nicht –, was enorme Aufwendungen verursachte, klagte er im Alter über seine Armut.
Neben seinen Verpflichtungen schrieb er ein historisches Werk mit dem Titel De fatti veneti in drei Bänden, die 1674, 1686 und 1698 veröffentlicht wurden.

## Werke
- De’fatti veneti sino all’anno M.D.IIII di Francesco Verdizzotti nobile veneto, Bd. 1, Gio. Giacomo Hertz, Venedig 1674. (Digitalisat)
- De’fatti veneti dall’anno M.D.IIII. Sino al M.D.LXX., Bd. 2, Venedig 1686. (Digitalisat)
- De’fatti veneti dall’anno M.D.LXX. Sino al M.D.XLIV., Bd. 3, Venedig 1698. (Digitalisat)